# Championnats Xterra 1997
Navigation
Édition précédente Édition suivante
Le championnats Xterra 1997, organisé par la Team Unlimited, s'est déroulé le 26 octobre à Maui dans l'État d'Hawaï. Les triathlètes se sont affrontés lors d'une épreuve sur distance M, comprenant 1500 mètres de natation, 30 km de vélo tout terrain (VTT) et 10 km de course à pied hors route.

## Résultats
Les tableaux présentent les « Top 10 » hommes et femmes du championnat Xterra 1997. 
| Position           | Triathlète       | Pays       | Temps           |
| ------------------ | ---------------- | ---------- | --------------- |
| Médaille d'or      | Mike Pigg        | États-Unis | 2 h 28 min 48 s |
| Médaille d'argent  | Ned Overend      | États-Unis | 2 h 32 min 12 s |
| Médaille de bronze | Jimmy Riccitello | États-Unis | 2 h 34 min 49 s |
| 4                  | Michael Tobin    | États-Unis | 2 h 37 min 56 s |
| 5                  | Scott Tinley     | États-Unis | 2 h 39 min 27 s |
| 6                  | Gareth Mccarthy  | Irlande    | 2 h 41 min 26 s |
| 7                  | Alexander Lang   | Allemagne  | 2 h 41 min 56 s |
| 8                  | Greg Randolph    | États-Unis | 2 h 42 min 45 s |
| 9                  | Mike Kloser      | États-Unis | 2 h 43 min 16 s |
| 10                 | Jeff Sanders     | États-Unis | 2 h 44 min 4 s  |

| Position           | Triathlète        | Pays        | Temps           |
| ------------------ | ----------------- | ----------- | --------------- |
| Médaille d'or      | Cameron Randolph  | États-Unis  | 3 h 4 min 25 s  |
| Médaille d'argent  | Lesley Tomlinson  | Canada      | 3 h 4 min 31 s  |
| Médaille de bronze | Susan Latshaw     | États-Unis  | 3 h 11 min 32 s |
| 4                  | Lorraine Barrows  | États-Unis  | 3 h 12 min 9 s  |
| 5                  | Kerstin Weule     | États-Unis  | 3 h 13 min 55 s |
| 6                  | Lauren Alexander  | États-Unis  | 3 h 18 min 35 s |
| 7                  | Jennifer Wood     | Royaume-Uni | 3 h 19 min 12 s |
| 8                  | Marci Mauro       | États-Unis  | 3 h 19 min 33 s |
| 9                  | Wendy Ingraham    | États-Unis  | 3 h 20 min 8 s  |
| 10                 | Danelle Ballengee | États-Unis  | 3 h 20 min 15 s |